# Ensemble de sculptures provenant du cloître de la cathédrale Saint-Etienne de Toulouse
 (juillet 2014).
- Si vous ne connaissez pas le sujet, laissez ce bandeau (vous pouvez alors contacter les auteurs).
- Si vous supprimez le contenu mis en cause (vous pouvez préalablement contacter les auteurs),

argumentez précisément cette suppression dans la page de discussion
(un manque de référence n'est pas un argument ; une recherche réelle de référence doit avoir été effectuée, être formellement documentée).
 (juillet 2014).
Le Musée des Augustins de Toulouse conserve un ensemble de sculptures provenant probablement de l'ancien cloître de la Cathédrale Saint-Étienne de Toulouse datant du XIIe siècle. Parmi ces œuvres, entrées au musée vers 1817 à la suite de la destruction de l'ensemble architectural de Saint-Étienne, on trouve principalement huit bas-reliefs dont deux sont attribués à Gilabertus, sculpteur français du XIIe siècle, et sept chapiteaux, dont trois également sculptés par Gilabertus.

## Historique de l'œuvre
Cet ensemble de sculptures, conservé au Musée des Augustins de Toulouse, provient des bâtiments qui entouraient l’ancienne Cathédrale Saint-Étienne de Toulouse. Nous possédons peu d’informations sur ces édifices et notamment sur leur état au XIIe siècle. Ainsi à l’heure actuelle, nous ignorons encore la localisation exacte des différentes sculptures au sein de cet ensemble architectural composé de la cathédrale, des constructions du chapitre et des bâtiments adjacents tel que les établissements hospitaliers. 
La construction de la cathédrale Saint-Étienne a débuté en 1078, sous l’évêque Izarn, néanmoins l’histoire des bâtiments réguliers et hospitaliers reste méconnue. On a longtemps considéré que le cloître avait été achevé en 1117, du fait de la présence d’une inscription funéraire trouvée à l’intérieur, mais celle-ci avait été mal lue et par conséquent nous ne connaissons pas la date réelle d'achèvement de la construction. Le cloître, d'où proviendraient la majorité des éléments se trouvant au musée, se situait au sud de la cathédrale et possédait une salle capitulaire. Les bas reliefs conservés au musée des Augustins auraient pu former le décor d’ébrasement du portail de cette salle. D'autre part, le catalogue d'inventaire du musée de 1818, nous indique que les chapiteaux proviendraient « de plusieurs chapelles situées dans le cloître de Saint-Étienne ».
Les pièces conservées au musée y sont entrées vers 1817, au moment de la destruction de l’ensemble architectural qui a eu lieu entre 1812 et 1817. Les sculptures ont été sauvées grâce à l’action du chevalier Du Mège. 
Ces œuvres datent probablement du XIIe siècle et sont contemporaines du Second atelier de la Daurade. Toutefois la datation des œuvres, ainsi que leur localisation originelle et leur fonction font encore débat.  En ce qui concerne les huit bas-reliefs, on a, en effet, longtemps pensé qu’ils formaient le portail de la salle capitulaire. C’est ce qu’affirme Alexandre Du Mège dans le catalogue des collections du musée de 1835, alors qu’il a réalisé une reconstitution de ce portail. Cependant, cette assertion a été  remise en cause, et aujourd’hui il est juste certain que ces bas-reliefs proviennent de l’ensemble de Saint-Étienne. Des spécialistes ont fait remarquer qu’il est possible qu’il s’agisse en réalité d’une décoration intérieure, ce qui semblerait mieux correspondre aux caractéristiques de la sculpture. Néanmoins, la question de l’unité de l’ensemble et de la datation des œuvres se posent également. Les bas-reliefs se scindent en effet, en deux groupes de styles différents ce qui laisse supposer que deux ateliers successifs ont travaillé à Saint-Étienne. Au XIXe siècle, on considérait que l’ensemble avait été réalisé entre 1115 et 1130. Néanmoins au XXe siècle, Marignan, A.K Porter et W.S Stoddard , ont jugé que Gilabertus avait sans doute été influencé par les chantiers de la Cathédrale de Chartres et de la Basilique Saint-Denis, et donc que ces sculptures auraient été réalisées après la première campagne du portail occidental de Saint-Denis entre 1133 et 1140. La localisation, la datation et la fonction de cet ensemble restent donc à ce jour encore incertaines.

## Description
Cet ensemble de sculptures est composé d'une part de huit bas-reliefs représentant les apôtres. Parmi ceux-ci quatre sont représentés isolés et huit par groupe de deux. Les apôtres isolés représentent Saint Jacques le mineur, Saint André et Saint Thomas, le quatrième est indéterminé. Parmi les apôtres en couple seuls Saint Pierre et Saint Paul ont été identifiés, les autres demeurent indéterminés. Saint Thomas et  Saint André ont été signés par le sculpteur Gilabertus mais la signature a disparu à la suite de la destruction du socle. Saint André portait l'inscription suivante « VIR NON INCERTUS ME CELAVIT GILABERTUS » (« c’est le célèbre Gilabertus qui m’a taillé ») et sur la sculpture de Saint Thomas, était écrit « GILABERTUS ME FECIT » (« Gilabertus m’a fait »). Cette série d'apôtres se répartit en deux groupes distincts car sculptés dans un style différent. Les éléments du premier groupe composé de six apôtres (deux figures isolées et deux couples) sont chaussés de sandales. Les six autres, parmi lesquels Saint André et Saint Thomas, font partie du second groupe réalisé par Gilabertus ou par son entourage.
Sept chapiteaux historiés en calcaire faisaient peut-être également partie du cloître. Trois sont attribués à Gilabertus de Toulouse ou à son entourage. Il s'agit du chapiteau de colonnes jumelles La Mort de Saint Jean Baptiste, du chapiteau de colonnes jumelles inachevé représentant les Vierges folles et les Vierges sages et le troisième, sans doute réalisé par un de ses élèves qui est un chapiteau de colonne simple qui reprend le même thème. Les quatre autres représentent La légende de sainte Marie l’Égyptienne, L’adoration des Mages et, plus énigmatiques, un souffleur portant deux olifants à ses oreilles et un dernier qui reproduirait le chapiteau de L’Histoire de Job de la Daurade. D'autres éléments du même ensemble sont conservés au musée des Augustins, on trouve notamment des tailloirs et des bases ornés de rinceaux et de palmettes.

## Contextes
Cet ensemble de sculptures est de style roman. Le chantier de Saint-Étienne est contemporain d’autres chantiers toulousains importants. Les ateliers de la Daurade (et notamment le  deuxième) ont influencé les sculpteurs qui ont œuvré à Saint-Étienne. Le début du XIIe siècle à Toulouse, est marqué, en effet, par le premier atelier de la Daurade, qui réalisa huit des chapiteaux du cloître. Le deuxième atelier de la Daurade, qui correspond à une nouvelle campagne qui eut lieu dans les années 1120 et 1130, sculpta les dix-neuf autres chapiteaux dont douze représentant le cycle de la Passion, et cela avec une cohérence narrative assez inédite à cette époque. Ces chapiteaux, réalisés dans un style dynamique, sont également d’une grande intensité dramatique et émotionnelle et font preuve d’une grande finesse dans le rendu des détails. 
Certains spécialistes ont fait apparaître l’influence que les chantiers de Saint-Denis et de  la cathédrale de Chartres, qui ont eu lieu au XIIe siècle, ont eue sur l’œuvre de Gilabertus.  Ces chantiers ont été le lieu d’invention et d’innovation, que le sculpteur aurait su adapter.

## Analyse

### Les chapiteaux
S'il n’y a pas de cohérence stylistique de l'ensemble, il y a néanmoins une cohérence iconographique puisque quatre d’entre eux sont consacrés à la figure de la Vierge (La légende de sainte Marie l’Égyptienne, les deux chapiteaux qui représentent les Vierges sages et les Vierges folles, l’Adoration des mages…). Cette exaltation de la figure de la Vierge reflète son importance croissante au cours du XIIe siècle. 
Trois des sept chapiteaux en calcaire sont attribués à Gilabertus de Toulouse ou à son entourage. L'un d'eux représente les Vierges Sages et les Vierges Folles, thème iconographique assez rare dans l'Art roman. Ce sujet a été également choisi par un des élèves de Gilabertus de Toulouse pour un chapiteau à colonne simple (celui qui est resté inachevé). En ce qui concerne ces œuvres, Gilabertus reste dans la voie tracé par l’atelier de la Daurade et de son cycle de la Passion. Néanmoins on voit qu’une mutation s’opère, tout comme dans ses bas-reliefs. Il s’affranchit en effet de la soumission au cadre (ce qui constitue une rupture avec les chapiteaux de la Passion de la Daurade), principe qui régissait pourtant jusqu’alors l’organisation de la composition.  Cela se traduit par un épanouissement des figures qui tendent à sortir de la corbeille. Le sculpteur abandonne le graphisme conventionnel de l’art roman et privilégie une fluidité narrative dans ses œuvres. Tout cela conduit à une forme d’apaisement, de sérénité qui permet de considérer que l'art de Gilabertus marque à la fois l'accomplissement de la sculpture romane tout présentant une forme de rupture. 
Les autres chapiteaux n’ont pas été réalisés par Gilabertus ni par son atelier, et ne suivent donc pas les mêmes principes. La Légende de sainte Marie l’Égyptienne, est en effet beaucoup plus tournée vers la tradition et notamment vers celle du deuxième atelier de la Daurade. Au contraire, L'Adoration des mages, présente un style beaucoup plus maniériste avec les circonvolutions du feuillage dominantes qui conduisent même à une forme de dissolution de la figure humaine, et qui permettent de le dater après l’œuvre de Gilabertus.
Les deux derniers chapiteaux sont assez énigmatiques. L’un d’entre eux, représente en effet, un souffleur avec deux olifants. On pense que cette œuvre représente une allégorie du vent de mars et cette iconographie serait peut-être liée aux représentations antiques du dieu Mars, qui souffle dans une trompe. Le dernier chapiteau, même s'il ne s’agit que d’un fragment, est intéressant dans la mesure où il montre bien les relations étroites qu’entretenaient les deux grands chantiers toulousains de l’époque (celui de Saint-Étienne et celui de la Daurade) puisqu’il s’inspire directement d’un des chapiteaux de  la Daurade représentant également L’Histoire de Job.

### Les bas-reliefs
Les différences stylistiques entre les bas-reliefs permettent de les distinguer en deux groupes. Néanmoins, ils constituent une représentation homogène du collège apostolique, ce qui laisse supposer que les œuvres ont été conçues comme un tout, dans lequel s’inséraient simplement les œuvres de Gilabertus de Toulouse. On ne sait pas précisément quand il a été appelé sur le chantier. Cependant le sculpteur n’apporte aucune modification dans le programme, il s’affirme juste par son esthétique propre. On peut ainsi penser qu’il n’y a pas de différence d’époque dans la réalisation des deux groupes.
Le « premier groupe » est constitué des six apôtres (deux isolés  et quatre en couple) qui portent des sandales. Il s’agit peut-être du travail d’un atelier archaïsant qui aurait œuvré au XIIe siècle. On considère que ces bas-reliefs ont sans doute été réalisés entre 1115 et 1130. Leur style est nettement défini et oscille entre celui du premier atelier et celui du deuxième atelier de la Daurade. Parmi les traits stylistiques caractéristiques, on constate notamment un type de visage ovale et proéminent, des bras courts aux grandes mains, des plis pincés et en virgules. Conformément aux principes du premier et du deuxième atelier de la Daurade, on constate un affinement des visages. On peut également remarquer les nuances de leur modelé, ainsi que le traitement linéaire et précieux de la chevelure, de la barbe, des détails ornementaux des bordures de vêtements, des passementeries. Ces représentations se distinguent de l’œuvre de Gilabertus de par la soumission au cadre. De plus, ces bas-reliefs sont traités de manière frontale, ce qui a tendance à renforcer une certaine impression d’exubérance voire d’agitation. 
Les six autres bas-reliefs constituant le second groupe, ont été sculptés par Gilabertus ou par son entourage. Les deux sculptures de Gilabertus, Saint André et Saint Thomas, témoignent d’un nouveau parti-pris plastique, tout en utilisant une nouvelle technique de taille de la pierre qui rappelle celle des statues-colonnes progothique à fonction portante. Gilabertus renonce ainsi à la taille par plan et a recours à une attaque et à un épannelage diagonaux de la pierre dans le bloc rectangulaire, afin de tirer parti de sa profondeur. Ceci a pour effet de créer du volume, tandis que les figures se projettent au-devant, et semblent même s’en extraire engendrant une tridimensionnalité apparente. De même les drapés sont plus  naturalistes. Il a ainsi supprimé les plis pincés et les plis en virgules du drapé et les a remplacés par des plis traités en V et par une draperie plaquée, parfois mouillée. On constate néanmoins, un goût toujours prononcé pour le décor, avec ce même traitement précieux des barbes, des détails ornementaux, qu'on retrouve chez les sculpteurs des ateliers de la Daurade. Cependant, là où régnait une forme d’agitation dans les autres bas-reliefs, Saint Thomas et Saint André, sont sereins et apaisés. Le sculpteur donne corps à la vie intérieure des deux apôtres. On constate également un nouveau traitement de la lumière, autour et dans le volume (la lumière se fragmente). En réalité, ce qui s’affirme dans les sculptures de Gilabertus c’est une conception  réellement statuaire et indépendante de la figure. 
On peut donc remarquer le caractère novateur de ces œuvres, Gilabertus est ainsi sans doute le premier  créateur toulousain qui ait adapté les expériences menées ailleurs en France. On peut ainsi remarquer que le traitement des visages avec leur ovale allongé et leur forte architecture faciale rappelle certaines œuvres d’Île-de-France de la seconde moitié du siècle, alors que le traitement du cou, maintenant dégagé des épaules provoque une inflexion de l’équilibre de la figure et de son mouvement interne. On ne peut cependant qualifier ses œuvres de gothiques, néanmoins Gilabertus transforme la sculpture languedocienne, en plaçant au cœur de sa conception un sentiment nouveau et réellement statuaire. 
En ce qui concerne les autres bas-reliefs, ils ont sans doute été réalisés par des artistes locaux qui ont travaillé avec Gilabertus, sans avoir son expérience, de telle sorte qu’ils reprennent des traits du style de Gilabertus, mais sont beaucoup moins novateur. Ainsi le style de ces sculptures se rapproche de celui du groupe précédent.